# 1064
1064 (MLXIV) je bilo prestopno leto, ki se je po julijanskem koledarju začelo na četrtek.

## Dogodki
- Rekonkvista: kralj Ferdinand I. Kastiljski zavzame Coimbro. ↓
- → Vojna za Barbastro: zgodnji križarski pohod pod pokroviteljstvom papeža Aleksandra II., ki je zbral zahodnoevropsko plemstvo, večinoma Francoze, Burgundce in Italonormane), da bi nudil pomoč aragonskemu kralju Sanču Ramirezu pri zavzetju strateškega mavrskega mesta Barbastro, utrjenega obmejnega mesta v zaragoški taifi.  Sodelovanje kristjanov in muslimanov leto poprej pod taktirko Ferdinanda II. proti aragonskim kristjanom je užalilo papeža Aleksandra II., ki je sklical vojsko za pomoč Aragoncem. Odziv je nepričakovano velik, na čelu zgodnje križarske vojske je vojvoda Vilijem VIII. Akvitanski. Mesto ni vzdržalo napada združene krščanske koalicije, bilo je temeljito izropano, prebivalstvo pa zmasakrirano. Mesto Barbastro je bilo v krščanskih rokah slabo leto dni, nakar so ga ponovno zavzeli muslimani in pobili krščansko posadko. Četudi sam spopad nima zgodovinske vrednosti pri nadaljnji rekonkvisti, ga zgodovinarji označujejo kot primer križarske vojne pred križarsko vojno[1].

- Papež Aleksander II. si uspe zagotoviti podporo nemških škofov in s tem politično izolirati rivala Honorija II.
- Pretendent za angleški prestol, wesseški grof Harald Godwinson doživi brodolom na obalah Normandije, kjer ga grof in Viljemov vazal Gvido I. Ponthieujski pridrži v ujetništvu. Normandijski vojvoda Viljem II. ga izpusti šele s Haroldovo izsiljeno obljubo, da se ne bo potegoval za angleški prestol in da Viljemu priseže vazalno pokorščino.
- Norveški kralj Harald Hardrada in danski kralj Svend Estridsen dosežeta sporazum o nenapadanju.
- Vojvoda Viljem II. Normanski osvoji grofijo Maine, ki je pripadala Anžujcem.
- Seldžuki pod vodstvom novega sultana Alpa Arslana zavzamejo bizantinsko Armenijo, uničijo prestolnico pokrajine Ani, ki je bilo med večjimi mesti cesarstva, izvršijo pokol prebivalcev in preživele prodajo v suženjstvo.
- Začne se gradnja Katedralnega trga v Pisi.

## Rojstva
- Adela Flandrijska, danska kraljica, apulijska regentinja († 1115)
- Borživoj II., češki vojvoda († 1124)
- Niels Danski, kralj († 1134)

## Smrti
- 15. avgust - Ibn Hazm, španski islamski filozof (* 994)
- 17. oktober - Rodolfo Gabrielli, benediktanski menih in svetnik (* 1034)
- Nagtsho Lotsawa Tshülthrim Gyelwa, tibetanski prevajalec (* 1011)
- Otokar I., štajerski mejni grof
- Yi Yuanji, kitajski slikar (* 1000)